# Eleições estaduais na Bahia em 1966
As eleições estaduais na Bahia em 1966 ocorreram em duas etapas de acordo com o Ato Institucional Número Três e por isso a eleição indireta do governador Luís Viana Filho e do vice-governador Jutahy Magalhães foi realizada em 3 de setembro e a eleição do senador Aloysio de Carvalho, 31 deputados federais e 60 estaduais aconteceu em 15 de novembro num ritual similar ao aplicado a todos os 22 estados e aos territórios federais do Amapá, Rondônia e Roraima.
Nascido em Paris e registrado em Salvador, o governador Luís Viana Filho é advogado formado na Universidade Federal da Bahia em 1929. Professor, historiador e jornalista, trabalhou em A Tarde. Adversário da Revolução de 1930, elegeu-se deputado federal em 1934, mas teve o mandato extinto pelo Estado Novo e em seguida lecionou na Universidade Federal da Bahia. Voltou à política via UDN reelegendo-se à Câmara dos Deputados em 1945, 1950, 1954, 1958 e 1962, registrando uma breve passagem pelo PL. Com a vitória do Regime Militar de 1964, foi chefe da Casa Civil e ministro interino da Justiça no governo Castelo Branco, filiando-se em seguida à ARENA e sendo escolhido governador da Bahia em 1966, cargo que seu pai, Luís Viana, ocupou de 1896 a 1900.
Para vice-governador foi eleito Jutahy Magalhães. Nascido na cidade do Rio de Janeiro, ele é filho de Juracy Magalhães. Além de passar pela iniciativa privada, teve um emprego como funcionário público no órgão baiano de previdência e assistência social, o IPASEB, e depois inspetor-geral para a Bahia do Instituto de Previdência e Assistência dos Servidores do Estado (IPASE). Eleito vereador em Itaparica em 1958, chegou à presidência da Câmara Municipal e em 1962 elegeu-se deputado estadual. Encerrou sua militância na UDN após o fim do pluripartidarismo e integrou-se à ARENA.
A eleição para senador foi decidida em favor de Aloysio de Carvalho. Natural de Salvador, ele era advogado formado na Universidade Federal da Bahia em 1921, instituição onde lecionou. Redator do Diário Oficial da Bahia, tornou-se jornalista e foi trabalhar no Diário da Bahia antes de tornar-se promotor de justiça em Salvador, cargo do qual licenciou-se para dirigir a Imprensa Oficial do Amazonas a convite do governador Alfredo Sá. De volta à Bahia foi oficial de gabinete do governador Vital Soares, ao lado de quem combateu a Revolução de 1930. Eleito deputado federal em 1933 e 1934, foi atingido pelo Estado Novo e seguiu carreira como procurador do Ministério Público. Eleito senador pela UDN em 1945 e primeiro suplente de senador na chapa de Otávio Mangabeira em 1958, foi efetivado em 1960 após a morte do titular, conquistando nesta eleição seu terceiro mandato no Senado, agora pela ARENA.

## Resultado da eleição para governador
A escolha foi feita pela Assembleia Legislativa da Bahia durante a qual se retiraram do plenário os nove deputados estaduais do MDB e a ausência do enfermo arenista José Medrado.
| Candidatos a governador do estado | Candidatos a vice-governador | Número | Coligação             | Votação | Percentual |
| --------------------------------- | ---------------------------- | ------ | --------------------- | ------- | ---------- |
| Luís Viana Filho ARENA            | Jutahy Magalhães ARENA       | -      | ARENA (sem coligação) | 50      | 100%       |
| Fontes:                           |                              |        |                       |         |            |

## Resultado das eleições para senador
Com informações oriundas do Tribunal Superior Eleitoral que apurou 782.328 votos nominais, houve 130.392 votos em branco e 48.506 votos nulos totalizando um comparecimento de 961.226 eleitores.
| Candidatos a senador da República | Candidatos a suplente de senador | Número | Coligação             | Votação | Percentual |
| --------------------------------- | -------------------------------- | ------ | --------------------- | ------- | ---------- |
| Aloysio de Carvalho ARENA         | Antônio Fernandes ARENA          | -      | ARENA (sem coligação) | 398.118 | 50,89%     |
| Vieira de Melo MDB                | Rômulo de Almeida MDB            | -      | MDB (sem coligação)   | 384.210 | 49,11%     |
| Fontes:                           |                                  |        |                       |         |            |

## Deputados federais eleitos
São relacionados os candidatos eleitos com informações complementares da Câmara dos Deputados.

Representação eleita
  ARENA: 25
  MDB: 6

| Deputados federais eleitos | Partido | Votação | Percentual | Cidade onde nasceu   | Unidade federativa |
| Luís Viana Neto            | ARENA   | 73.504  |            | Salvador             | Bahia              |
| Antônio Carlos Magalhães   | ARENA   | 59.077  |            | Salvador             | Bahia              |
| Oliveira Brito             | ARENA   | 37.406  |            | Ribeira do Pombal    | Bahia              |
| Manoel Novaes              | ARENA   | 34.479  |            | Floresta             | Pernambuco         |
| Necy Novaes                | ARENA   | 31.434  |            | São Paulo            | São Paulo          |
| Wilson Falcão              | ARENA   | 26.582  |            | Feira de Santana     | Bahia              |
| Mário Piva                 | MDB     | 26.561  |            | Salvador             | Bahia              |
| Teódulo Albuquerque        | ARENA   | 25.977  |            | Pilão Arcado         | Bahia              |
| Rui Santos                 | ARENA   | 25.113  |            | Casa Nova            | Bahia              |
| Manso Cabral               | ARENA   | 24.934  |            | Salvador             | Bahia              |
| Fernando Magalhães         | ARENA   | 23.461  |            | Conceição do Almeida | Bahia              |
| Tourinho Dantas            | ARENA   | 22.793  |            | Salvador             | Bahia              |
| Oscar Cardoso              | ARENA   | 19.264  |            | Uauá                 | Bahia              |
| Heitor Dias                | ARENA   | 18.864  |            | Santo Amaro          | Bahia              |
| Odulfo Domingues           | ARENA   | 18.807  |            | Jacaraci             | Bahia              |
| José Penedo                | ARENA   | 18.256  |            | Tucano               | Bahia              |
| João Borges                | MDB     | 18.063  |            | Macaúbas             | Bahia              |
| Alves Macedo               | ARENA   | 17.720  |            | Itabuna              | Bahia              |
| Luiz Paulo Athayde         | ARENA   | 17.649  |            | Salvador             | Bahia              |
| Luís Braga                 | ARENA   | 17.511  |            | Salvador             | Bahia              |
| Edvaldo Flores             | ARENA   | 17.451  |            | Vitória da Conquista | Bahia              |
| Raimundo Brito             | ARENA   | 17.423  |            | Salvador             | Bahia              |
| Ney Ferreira               | MDB     | 15.437  |            | Salvador             | Bahia              |
| João Alves                 | ARENA   | 14.680  |            | Maceió               | Alagoas            |
| Vasco Filho                | ARENA   | 12.807  |            | Pitangui             | Minas Gerais       |
| Clodoaldo Costa            | ARENA   | 12.389  |            | Conceição da Feira   | Bahia              |
| Edgar Pereira              | MDB     | 12.215  |            | Saúde                | Bahia              |
| Régis Pacheco              | MDB     | 12.167  |            | Salvador             | Bahia              |
| Gastão Pedreira            | MDB     | 11.844  |            | Salvador             | Bahia              |
| Hanequim Dantas            | ARENA   | 10.491  |            | Aracaju              | Sergipe            |
| Rubem Nogueira             | ARENA   | 9.116   |            | Serrinha             | Bahia              |

## Deputados estaduais eleitos
Das 60 cadeiras em disputa o placar foi de 48 para a ARENA e 12 para o MDB segundo a Assembleia Legislativa da Bahia e o Tribunal Superior Eleitoral.

Representação eleita
  ARENA: 48
  MDB: 12

Fonteː
| Deputados estaduais eleitos          | Partido | Votação | Percentual | Cidade onde nasceu     | Unidade federativa |
| Walter Lomanto                       | ARENA   | 24.091  |            | Jequié                 | Bahia              |
| Francisco Benjamim                   | ARENA   | 16.088  |            | Aracaju                | Sergipe            |
| Ângelo Magalhães                     | ARENA   | 15.542  |            | Salvador               | Bahia              |
| Paulo da Silva Nunes                 | ARENA   | 15.210  |            | Ruy Barbosa            | Bahia              |
| Wilson Lins                          | ARENA   | 14.020  |            | Pilão Arcado           | Bahia              |
| Horácio Matos Júnior                 | ARENA   | 13.801  |            | Piatã                  | Bahia              |
| Ana Oliveira                         | ARENA   | 13.782  |            | Serrinha               | Bahia              |
| Dilson de Souza Nogueira             | ARENA   | 13.433  |            | Xique-Xique            | Bahia              |
| Félix de Almeida Mendonça            | ARENA   | 13.280  |            | Conceição do Almeida   | Bahia              |
| Hamilton Saback Cohim                | ARENA   | 13.004  |            | Feira de Santana       | Bahia              |
| José Juarez Maciel Hortélio          | ARENA   | 12.857  |            | Serrinha               | Bahia              |
| Eujácio Simões Viana                 | ARENA   | 12.310  |            | Itororó                | Bahia              |
| Honorato Vianna de Castro            | ARENA   | 12.251  |            | Salvador               | Bahia              |
| Clodoaldo de Oliveira Campos         | MDB     | 11.564  |            | Irará                  | Bahia              |
| Marcelo Ferreira Duarte              | MDB     | 11.231  |            | Salvador               | Bahia              |
| Joaquim Ruy Paulino Bacelar          | ARENA   | 11.036  |            | Inhambupe              | Bahia              |
| Osório Villas-Boas                   | MDB     | 10.890  |            | Salvador               | Bahia              |
| Deoclides Gonçalves Sacramento Neto  | ARENA   | 10.883  |            | Ruy Barbosa            | Bahia              |
| Orlando Ferreira Spínola             | ARENA   | 10.817  |            | Salvador               | Bahia              |
| Rodolpho de Queiroz Filho            | ARENA   | 10.788  |            | Pilão Arcado           | Bahia              |
| Urbano de Almeida Neto               | ARENA   | 10.145  |            | Jitaúna                | Bahia              |
| Joir da Silva Martins Brasileiro     | ARENA   | 9.992   |            | Salvador               | Bahia              |
| Abelardo de Albuquerque Velloso      | MDB     | 9.870   |            | Salvador               | Bahia              |
| Henrique Brito Filho                 | ARENA   | 9.666   |            | São Gonçalo dos Campos | Bahia              |
| Ivo Braga                            | ARENA   | 9.561   |            | Casa Nova              | Bahia              |
| Nelson David Ribeiro                 | ARENA   | 9.493   |            | Camamu                 | Bahia              |
| Walson Lopes Alves                   | MDB     | 9.459   |            | Nazaré                 | Bahia              |
| Antônio Brito da Silva               | ARENA   | 8.865   |            | Ribeira do Amparo      | Bahia              |
| Vilobaldo Neves Freitas              | ARENA   | 8.811   |            | Caetité                | Bahia              |
| Augusto José da Costa Lopes Carneiro | ARENA   | 8.809   |            | Salvador               | Bahia              |
| Cristóvão Ferreira                   | ARENA   | 8.638   |            | Salvador               | Bahia              |
| Menandro José Minahim                | ARENA   | 8.446   |            | Salvador               | Bahia              |
| Manoelito Ribeiro Teixeira           | ARENA   | 8.363   |            | Candeias               | Bahia              |
| Gabino Kauark Kruschewsky            | MDB     | 8.268   |            | Itabuna                | Bahia              |
| Adão Fé de Souza                     | ARENA   | 8.064   |            | Santa Maria da Vitória | Bahia              |
| Djalma Bessa                         | ARENA   | 8.043   |            | Xique-Xique            | Bahia              |
| Jairo Azi                            | ARENA   | 8.001   |            | Lamarão                | Bahia              |
| Aloysio da Costa Short               | ARENA   | 7.990   |            | Salvador               | Bahia              |
| José Ildefonso Lôbo                  | ARENA   | 7.971   |            | Santo Antônio de Jesus | Bahia              |
| Edvaldo Brandão Correia              | ARENA   | 7.970   |            | Cachoeira              | Bahia              |
| Oswaldo de Carvalho Bruno            | ARENA   | 7.674   |            | Bananal                | São Paulo          |
| Áureo de Oliveira Filho              | ARENA   | 7.533   |            | Feira de Santana       | Bahia              |
| Clério Correia de Melo               | ARENA   | 7.515   |            | Macarani               | Bahia              |
| Oldack de Carvalho Neves             | MDB     | 7.417   |            | Caculé                 | Bahia              |
| Raulino Franklin de Queiroz          | ARENA   | 7.180   |            | Palmeiras              | Bahia              |
| Araguacy Gonçalves                   | ARENA   | 7.179   |            | Senhor do Bonfim       | Bahia              |
| Henrique Cardoso                     | MDB     | 7.173   |            | Ilhéus                 | Bahia              |
| Oscar Marques                        | MDB     | 6.989   |            | Feira de Santana       | Bahia              |
| José Eloy de Carvalho                | ARENA   | 6.984   |            | Itacuruba              | Pernambuco         |
| Edvaldo Valois Coutinho              | ARENA   | 6.972   |            | Jacobina               | Bahia              |
| Francisco Rocha Pires                | ARENA   | 6.889   |            | Jacobina               | Bahia              |
| Durval Gama Sobrinho                 | ARENA   | 6.870   |            | Salvador               | Bahia              |
| João Bião de Cerqueira e Souza       | ARENA   | 6.812   |            | São Francisco do Conde | Bahia              |
| Accioly Vieira                       | ARENA   | 6.799   |            | Cícero Dantas          | Bahia              |
| Francisco Batista Neves Filho        | MDB     | 6.765   |            | Caetité                | Bahia              |
| Raimundo Rocha Pires                 | ARENA   | 6.671   |            | São Félix              | Bahia              |
| José Carlos Facó                     | ARENA   | 6.459   |            | Beberibe               | Ceará              |
| Humberto Guedes de Araújo            | ARENA   | 6.431   |            | Santo Antônio de Jesus | Bahia              |
| Walter Brandão da Silva              | MDB     | 5.751   |            | Piritiba               | Bahia              |
| Luiz da Silva Sampaio                | MDB     | 5.727   |            | Salvador               | Bahia              |